# Белово (Барабинский район)
Белово — деревня в Барабинском районе Новосибирской области. Входит в состав Зюзинского сельсовета.

## География
Расположена на северном побережье озера Чаны.
Площадь деревни — 89 гектар

## История
Основана в 1750 г.

## Население
| 2002 | 2007 | 2010 |
| ---- | ---- | ---- |
| 440  | ↘390 | ↘370 |

## Инфраструктура
В деревне по данным на 2006 год функционируют 1 учреждение здравоохранения, 1 образовательное учреждение.